# Archips negundana
Archips negundana (tên tiếng Anh: Larger Boxelder Leafroller) là một loài bướm đêm thuộc họ Tortricidae. Nó được tìm thấy ở miền nam British Columbia tới miền nam Quebec, phía nam đến California và Florida.

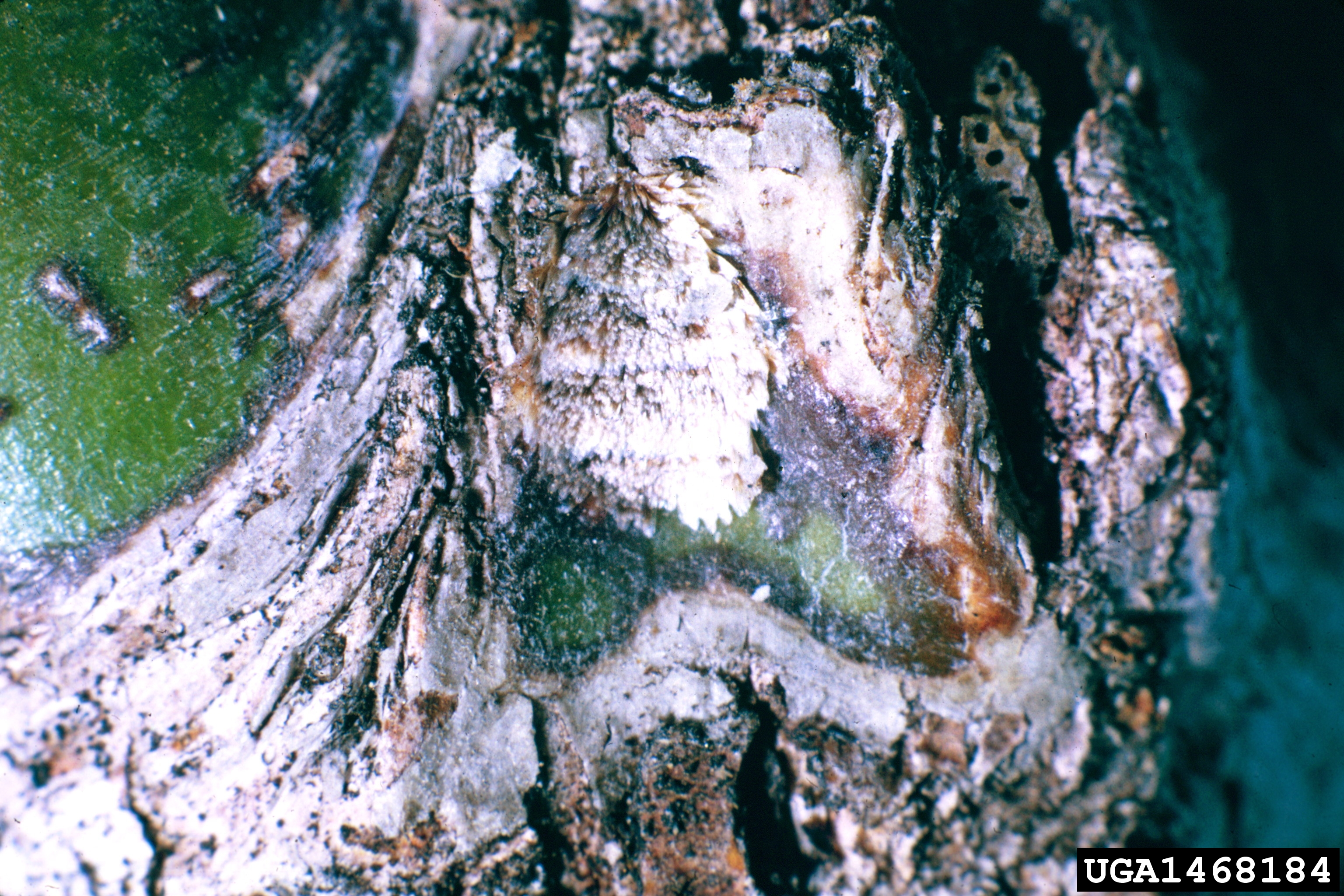
Egg

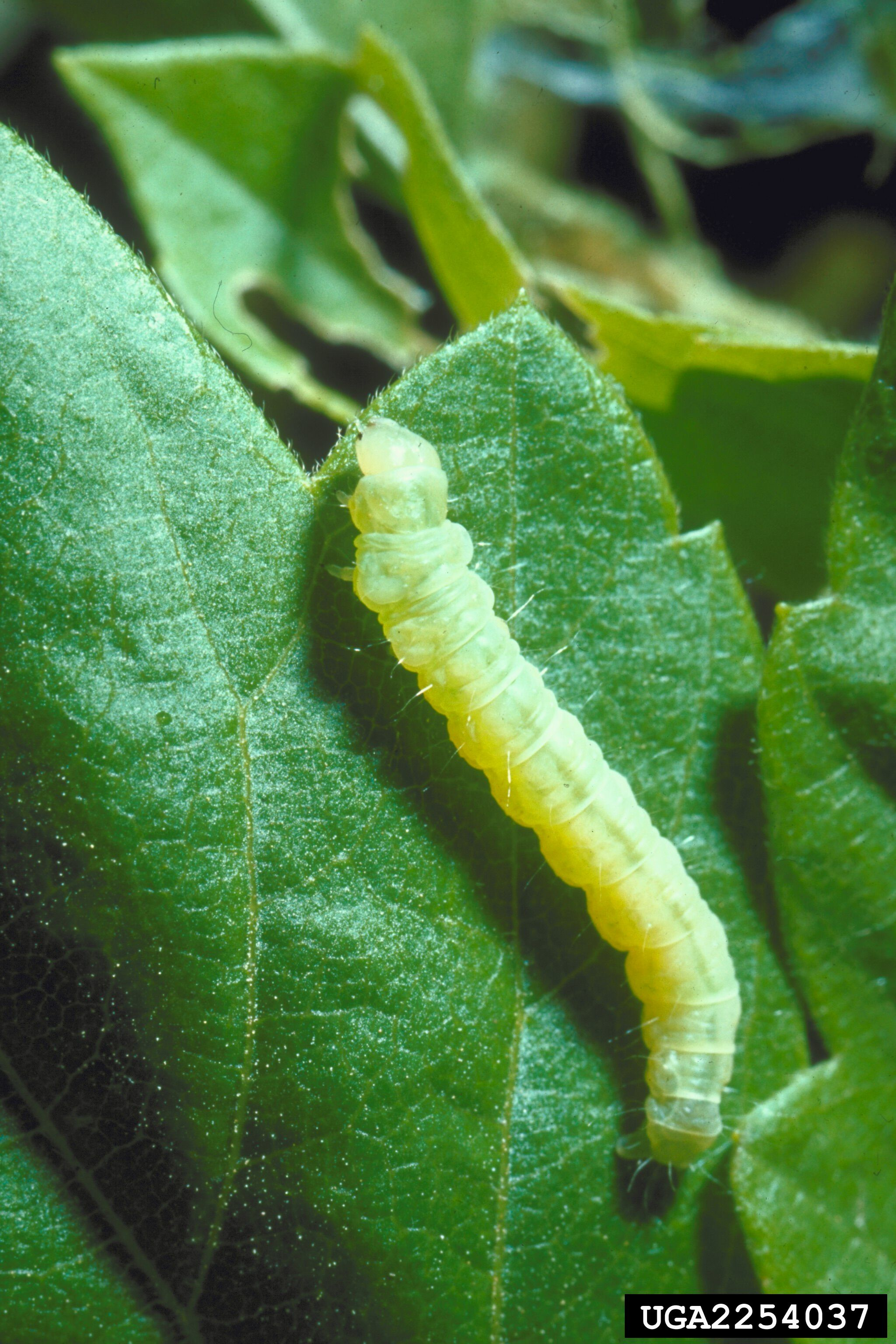
Ấu trùng

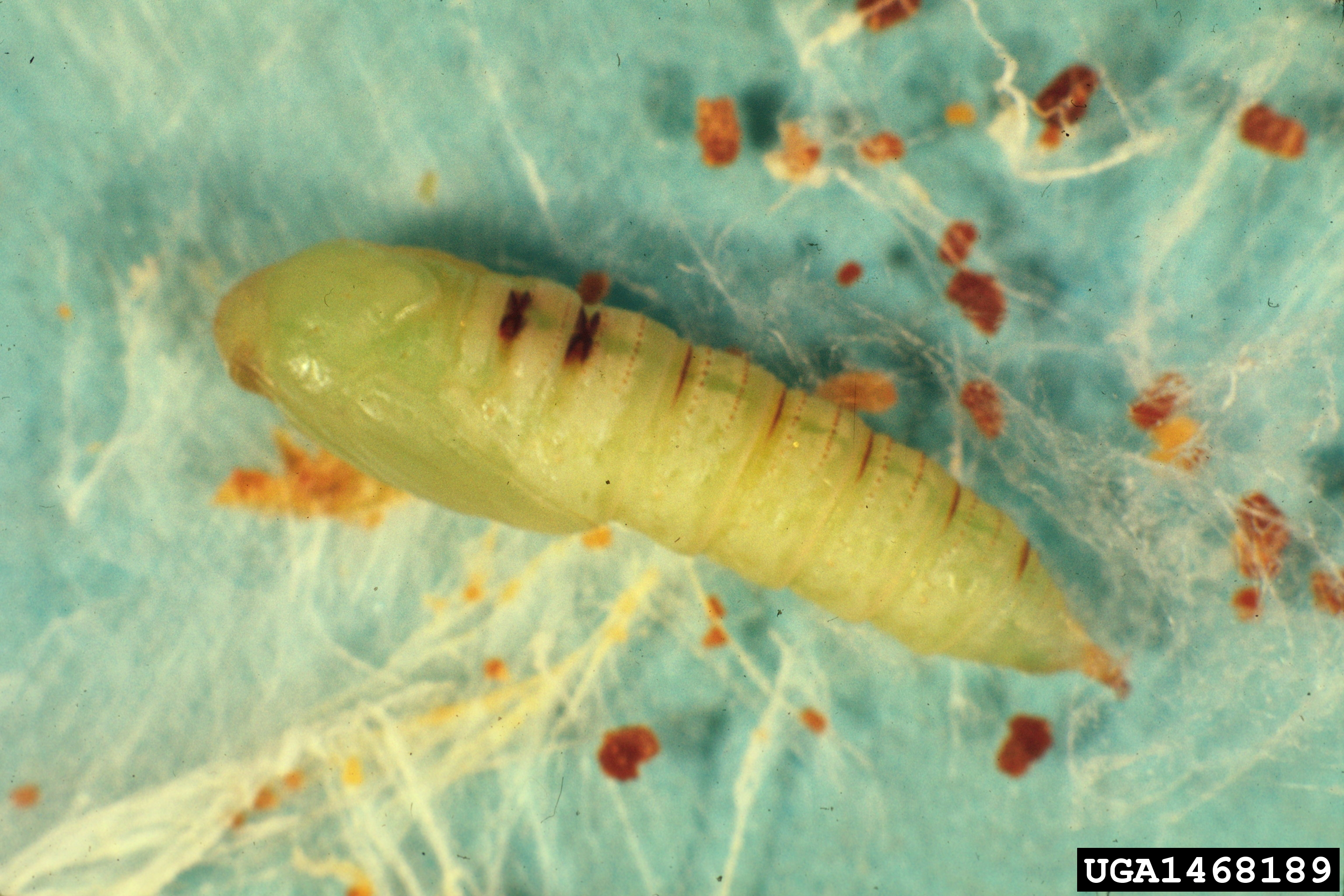
Nhộng

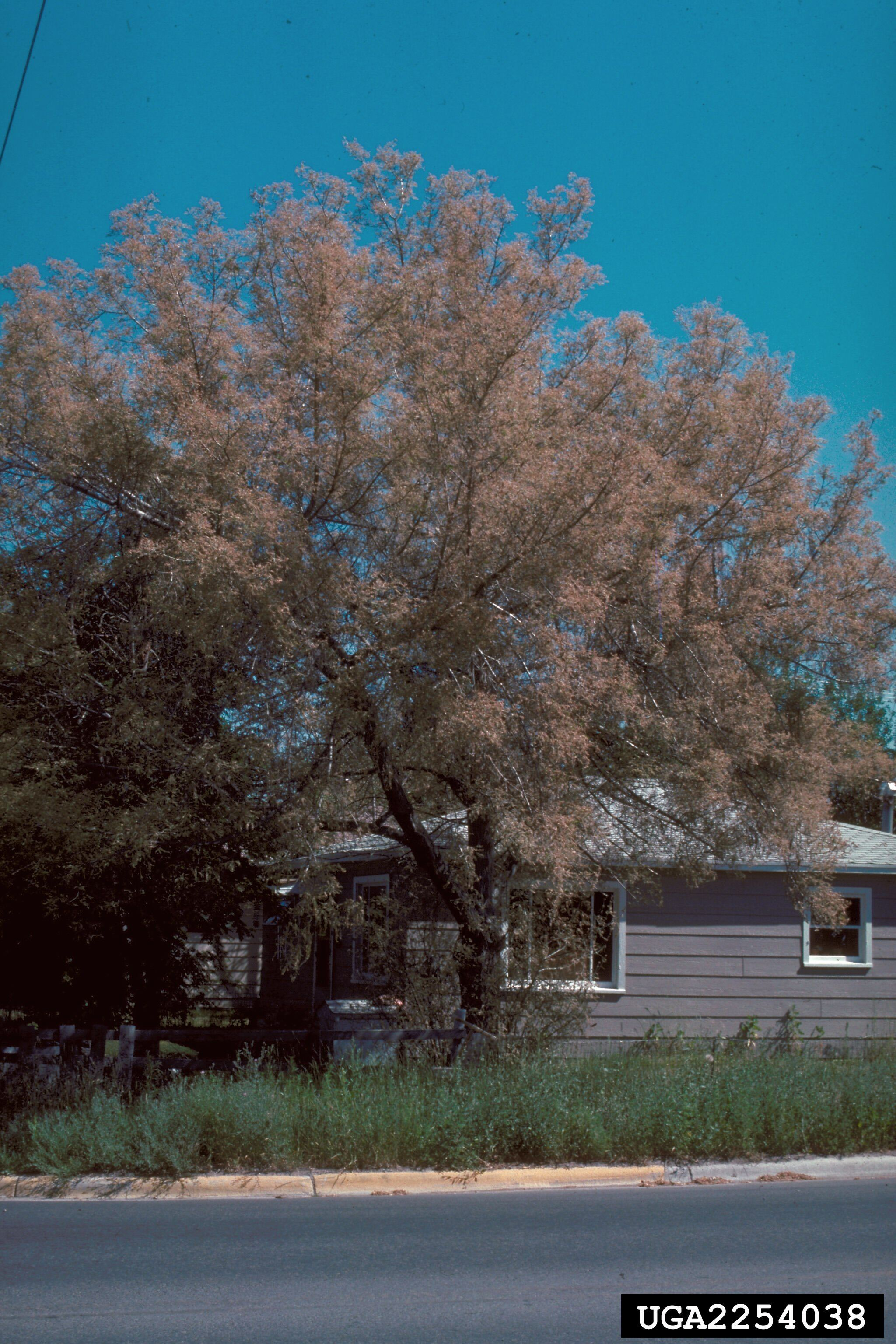
Damage

Sải cánh dài 18–21 mm. Con trưởng thành bay vào tháng 7.
Ấu trùng ăn Acer negundo, tầm ma Urtica, và kim ngân Lonicera.